# 杨元琰
杨元琰（640年—718年），虢州阌乡县（今河南省灵宝市）人。出身弘农杨氏，705年参与神龙政变，诛杀张易之、张昌宗兄弟，拥护唐中宗复位。后官至刑部尚书，封魏国公。

## 家族
东汉太尉杨震的19代孙。
- 五世祖；杨真，魏天水太守。
- 高祖：杨承宾，周冠军将军、商浙直三州刺史。
- 曾祖：杨尚希，隋礼部尚书、高都公。
- 祖：杨涛运，随宗卫司功、相州临漳县令。
- 父：杨暕[2]，字怀方，延州金城、荆州长林二县令。卒于唐显庆元年（656年）。夫人陇西李氏，有子元珪、元琰。景云年间，因元琰而追赠越州长史。

## 生平
杨元琰出生数年不会说话，当时会看相的人说他必成大器。在任平棘县令时，号称善政。武则天主政的载初年间（689—690年），历任安南副都护，又历蕲、蒲、晋、魏、宣、许六州刺史，凉、梁二都督，荆州大都督府长史。他为官清白，前后九次被评为上等，多次受到皇帝玺书褒美。
武周长安年间（701—704年），张柬之接替杨元琰任荆府长史，两人坐船游览长江时，谈及则天革命，对于武氏族人的擅权，杨元琰发言慷慨，言语中有匡复李唐的意思。因此张柬之在被狄仁杰和姚崇推举，入朝成为宰相后，奏请任命杨元琰为右羽林将军。杨元琰到达东都洛阳后，张柬之对其问道：“君还记得江中所说的话吗？今日这个官可不是轻易给你的。”及此，左右羽林军为张柬之、桓彦范、敬晖等人所控制。
神龙元年（705年）正月二十二日，张柬之等人乘武后病重，与右羽林卫大将军李多祚、左羽林将军李湛、右羽林将军杨元琰、左威卫将军薛思行、赵承恩、驸马都尉王同皎、职方郎中崔泰之、库部员外郎朱敬则、司刑评事冀仲甫、检校司农少卿兼知总监翟世言等帅左右羽林兵及千骑五百余人进入玄武门，直至武后长生殿居所，斩杀了张易之、张昌宗兄弟，幽禁了武后。次日唐中宗即位，封杨元琰弘农郡公，食实封五百户，加云麾将军，仍赐铁券，恕十死。
不久张柬之、敬晖等五人失去权利，杨元琰察觉事情有变，向中宗请辞官爵实封，并奏请削发出家。中宗不许。因杨元琰胡须浓密像胡人，敬晖笑话他早该剃却胡头，为一妙事。杨元琰却淡然说道：“功成名遂，不退将危。此由衷之请，不是徒然而为的。”敬晖听懂后，很不高兴。不久加金紫光禄大夫，转任卫尉卿，改封他为西河郡公。
几个月后，张柬之五人被贬官，杨元琰却因谦逊而无事。神龙三年（707年），李多祚因参与太子李重俊发动的宫廷政变被杀，杨元琰在神龙政变中是李多祚的下属，也被牵连关入监狱审问。幸好得到中书侍郎萧至忠的求情和保证，得以免罪，改任光禄卿。他再次请求辞去所任官爵，回赠给亡父。中宗允许，于是追赠其父为越州长史。唐睿宗即位，他三迁至刑部尚书，改封魏国公。唐玄宗开元初年，以太子宾客致仕。开元六年（718年）在家中去世，年七十九。

## 后代
- 子：杨仲嗣，密州刺史。
- 子：杨仲昌，吏部郎中。

## 延伸阅读
[在维基数据编辑]
 《舊唐書·卷185下》，出自刘昫《舊唐書》
 《新唐書·卷120》，出自《新唐書》